# Нотфелд
Нотфелд (њем. Nottfeld) општина је у њемачкој савезној држави Шлезвиг-Холштајн. Једно је од 134 општинска средишта округа Шлезвиг-Фленсбург. Према процјени из 2010. у општини је живјело 141 становника. Посједује регионалну шифру (AGS) 1059065.

## Географски и демографски подаци
Нотфелд се налази у савезној држави Шлезвиг-Холштајн у округу Шлезвиг-Фленсбург. Општина се налази на надморској висини од 32 метра. Површина општине износи 3,2 km². У самом мјесту је, према процјени из 2010. године, живјело 141 становника. Просјечна густина становништва износи 44 становника/km².